# 2023年至2024年中國花樣滑冰賽季
2023/24中國花樣滑冰賽季預定由2023年7月12日開始，2024年4月30日結束。在這個比賽賽季，選手將參加由中國花樣滑冰協會舉辦的賽事，並獲取積分參加賽季末舉行的冠軍賽。全國冬季運動會亦將在本賽季舉行，運動員需要參加俱樂部聯賽第三、五站和全（青）錦賽，或任何兩個國際賽事並計算最佳三個賽事的分數以取得參加十四冬的積分。

## 國內賽事一覽

### 全國性賽事
| 選拔賽 | 俱樂部聯賽 | 全國錦標賽 | 邀請類型賽事 | 全國冬季運動會 |

| 舉辦日期            | 比賽                                    | 級別                           | 舉辦地                 | 備註                                 | 资料来源 |
| ------------------- | --------------------------------------- | ------------------------------ | ---------------------- | ------------------------------------ | -------- |
| 2023年7月12-14日    | 2023/24年度中國花樣滑冰俱樂部聯賽第一站 | 成年組、青年組、少年組、隊列滑 | 江蘇省無錫市           |                                      |          |
| 2023年7月19-21日    | 2023/24年度中國花樣滑冰俱樂部聯賽第二站 | 成年組、青年組、少年組、隊列滑 | 湖南省長沙市           |                                      |          |
| 2023年7月24-8月2日  | 2023/24年度中國花樣滑冰俱樂部聯賽第三站 | 成年組、青年組、少年組、隊列滑 | 北京市                 | 十四冬積分賽                         |          |
| 2023年8月2-6日      | 2023/24年度中國花樣滑冰俱樂部聯賽第四站 | 成年組、青年組、少年組、隊列滑 | 黑龍江省哈爾濱市       | 大獎賽中國杯選拔賽                   |          |
| 2023年8月9-16日     | 2023/24年度中國花樣滑冰俱樂部聯賽第五站 | 成年組、青年組、少年組、隊列滑 | 內蒙古自治區呼倫貝爾市 | 十四冬積分賽 大獎賽中國杯選拔賽      |          |
| 2023年9月6-10日     | 2023/24年度中國花樣滑冰俱樂部聯賽總決賽 | 成年組、青年組、少年組、隊列滑 | 河北省廊坊市           |                                      |          |
| 2023年11月20-23日   | 2023/24年度中國花樣滑冰少年錦標賽       | 少年組                         | 黑龍江省哈爾濱市       |                                      |          |
| 2023年11月24-26日   | 2023/24年度中國花樣滑冰青年錦標賽       | 青年組                         | 黑龍江省哈爾濱市       | 十四冬積分賽 世青赛和冬青奧選拔賽    |          |
| 2023年12月21-24日   | 2023/24年度中國花樣滑冰錦標賽           | 成年組、隊列滑                 | 河北省承德市           | 十四冬積分賽 四大洲選拔賽 設有團體賽 |          |
| 2024年1月17日至19日 | 全國冬運會花样滑冰比赛                  | 青年組                         | 內蒙古自治區呼倫貝爾市 |                                      |          |
| 2024年2月21-26日    | 全國冬運會花样滑冰比赛                  | 成年組                         | 內蒙古自治區呼倫貝爾市 | 世錦赛選拔賽 設有團體賽              |          |
| 2024年3月30-31日    | 2023/24年度中国花样滑冰冠军赛           | 成年組                         | 雲南省騰衝市           |                                      |          |

### 省、市、自治區、特別行政區賽事
| 省運會 | 省/市錦標賽 | 特別行政區錦標賽 | 俱樂部聯賽、冠軍賽或其他同類賽事 | 省/市學生賽事 | 其他賽事 |

| 舉辦日期             | 比賽                                     | 級別                   | 舉辦地           | 冰場                   | 资料来源 |
| -------------------- | ---------------------------------------- | ---------------------- | ---------------- | ---------------------- | -------- |
| 2023年8月8-18日      | 山西省第十六屆運動會                     | 青年組                 | 山西省大同市     | 临汾冰世界滑冰馆       | [ 1 ]    |
| 2023年8月18-20日     | 中国体育彩票杯2023年北京市花样滑冰锦标赛 | 成年組、青年組、少年組 | 北京市           | 房山区燕山体育运动中心 |          |
| 2023年9月2-3日       | 2023-2024年度黑龍江省花樣滑冰冠軍賽      | 成年組、青年組         | 黑龍江省哈爾濱市 | 南崗區名將冰上中心     |          |
| 2023年9月8-16日      | 河北省第十六届运动会                     | 青少年組               | 河北省邯鄲市     |                        | [ 2 ]    |
| 2023年9月16日        | 吉林省第十九届运动会                     | 青少年組               | 吉林省長春市     | 长春体育中心五环体育馆 | [ 3 ]    |
| 2023年9月15-17日     | 中国体育彩票杯北京市第二屆冬季運動會     | 青少年競技組           | 北京市           | 燕山體育中心           | [ 4 ]    |
| 2023年11月30-12月1日 | 2023年浙江省青少年花樣滑冰錦標賽         | 青年、少年組           | 浙江省杭州市     | 杭州冰紛萬象滑冰場     |          |
| 2023年12月2-4日      | 北京市第七屆中小学生运动会花样滑冰项目   | 高中、初中、小學       | 北京市           |                        |          |
| 2023年12月1-3日      | 2023年廣東省青少年花樣滑冰錦標賽         | 青年、少年組           | 廣東省深圳市     | 深圳崑崙鴻星冰球俱樂部 |          |
| 2023年12月2-4日      | 2023年粵港澳大灣區花樣滑冰比賽           |                        | 廣東省深圳市     | 深圳崑崙鴻星冰球俱樂部 |          |
| 2024年5月27-28日     | 香港花樣滑冰錦標賽                       | 成年、青年組           | 香港特別行政區   | 又一城歡樂天地         |          |

## 國際賽事一覽

### 運動員名單及成績
| 國際滑聯青年大獎賽 | 國際滑聯大獎賽 | A級賽事（世錦賽/世青賽/四大洲） | B級賽事、挑戰者賽或同類比賽 | 其他國際賽事 |

| 舉辦地   | 比賽                           | 舉辦日期     | 組別   | 男單                                                                           | 女單                                                                           | 雙人                                                                           | 冰舞                                                                           | 资料来源                                                                       |
| -------- | ------------------------------ | ------------ | ------ | ------------------------------------------------------------------------------ | ------------------------------------------------------------------------------ | ------------------------------------------------------------------------------ | ------------------------------------------------------------------------------ | ------------------------------------------------------------------------------ |
| 2023年   |                                |              |        |                                                                                |                                                                                |                                                                                |                                                                                |                                                                                |
| 曼谷     | 亞洲花樣滑冰公開賽             | 8月16-19日   | 成年組 | 戴大衛（第一名）                                                               | 安香怡（第一名） 程佳盈（第三名） 金恆鑫（第四名）                             |                                                                                |                                                                                | [ 5 ] [ 6 ]                                                                    |
| 曼谷     | 青年大獎賽泰國站               | 8月23-26日   | 青年組 | 韓文寶（第八名）                                                               | 佟瑞宸（第八名） 李若塘（第十四名）                                            |                                                                                | 林宇飛/高子健（第五名）                                                        | [ 7 ] [ 8 ] [ 9 ]                                                              |
| 林茨     | 青年大獎賽奧地利站             | 8月30-9月2日 | 青年組 | 田桐赫（第四名）                                                               | 張夢琪（第十名） 张瑞阳（第十二名）                                            | 史文凝/王志宇（第三名） 王韵杰/刘赫霖（第十名）                                | 李宣潼/王新康（第十名）                                                        | [ 10 ] [ 11 ] [ 12 ] [ 13 ]                                                    |
| 大阪     | 青年大獎賽日本站               | 9月13-16日   | 青年組 | 姜智敖（第十七名）                                                             | 佟瑞宸（第七名） 李若塘（第十名）                                              |                                                                                | 李宣潼/王新康（第九名）                                                        | [ 14 ] [ 15 ] [ 16 ]                                                           |
| 蒙特利爾 | 2023年秋季经典赛               | 9月14-16日   | 成年組 | 金博洋（第五名）                                                               |                                                                                |                                                                                |                                                                                | [ 17 ]                                                                         |
| 布達佩斯 | 青年大獎賽布達佩斯站           | 9月20-23日   | 青年組 | 陳昱東 （第七名）                                                              | 高詩棋（第八名） 王一涵（第十二名）                                            | 楊易溪/鄧舜陽（第七名）                                                        |                                                                                | [ 18 ] [ 19 ] [ 20 ]                                                           |
| 格但斯克 | 青年大獎賽波蘭站               | 9月27-30日   | 青年組 | 陳昱東（第十八名）                                                             | 王一涵（第四名） 高詩棋（第九名）                                              | 史文凝/王志宇（第七名） 楊易溪/鄧舜陽（第四名）                                | 林宇飛/高子健（第五名）                                                        | [ 21 ] [ 22 ] [ 23 ] [ 24 ]                                                    |
| 上海     | 2023年上海超級杯               | 10月3-5日    | 成年組 | 金博洋（第三名） 戴大衛（第六名）                                              | 安香怡（第五名） 陈虹伊（第六名）                                              | 彭程/王磊（第一名） 张思阳/杨泳超（第三名）                                    | 王诗玥/柳鑫宇（第三名） 陈溪梓/邢珈宁（第五名）                                | [ 25 ] [ 26 ] [ 27 ] [ 28 ]                                                    |
| 布達佩斯 | 2023年布达佩斯奖杯赛           | 10月13-15日  | 成年組 |                                                                                |                                                                                |                                                                                | 石尚/吳楠（第十二名）                                                          | [ 29 ]                                                                         |
| 尼斯     | 2023年尼斯蔚藍海岸大都會獎杯賽 | 10月18-22日  | 成年組 |                                                                                | 程佳盈（第七名）                                                               |                                                                                | 肖紫兮/何凌昊 （第三名）                                                       | [ 30 ] [ 31 ]                                                                  |
| 尼斯     | 2023年尼斯蔚藍海岸大都會獎杯賽 | 10月18-22日  | 青年組 |                                                                                |                                                                                |                                                                                | 李宣潼/王新康（第四名）                                                        | [ 32 ]                                                                         |
| 艾伦     | 大獎賽美國站                   | 10月20-22日  | 成年組 |                                                                                | 安香怡 （第九名）                                                              |                                                                                |                                                                                | [ 33 ]                                                                         |
| 溫哥華   | 大獎賽加拿大站                 | 10月27-29日  | 成年組 |                                                                                |                                                                                |                                                                                | 王诗玥/柳鑫宇（第十名）                                                        | [ 34 ]                                                                         |
| 昂熱     | 大獎賽法國站                   | 11月3-5日    | 成年組 | 金博洋（第八名）                                                               |                                                                                |                                                                                |                                                                                | [ 35 ]                                                                         |
| 重慶     | 大獎賽中國站                   | 11月10-12日  | 成年組 | 戴大卫（第十一名） 金博洋（第七名） 徐居文（第十名）                           | 安香怡（第十一名） 陈虹伊（第八名） 朱易 （第十名）                            | 彭程/王磊（第三名） 王瑀晨/朱磊（第七名） 张思阳/杨泳超（第五名）              | 陈溪梓/邢珈宁（第八名） 石尚/吳楠（第九名）                                    | [ 36 ] [ 37 ] [ 38 ] [ 39 ]                                                    |
| 艾斯博   | 大獎賽芬蘭站                   | 11月17-19日  | 成年組 |                                                                                |                                                                                | 彭程/王磊 （第四名）                                                           |                                                                                | [ 40 ]                                                                         |
| 薩格勒布 | 2023年金色旋轉杯               | 12月6-9日    | 成年組 | 金博洋（第一名）                                                               |                                                                                | 楊易溪/鄧舜陽（第七名）                                                        |                                                                                | [ 41 ] [ 42 ]                                                                  |
| 2024年   |                                |              |        |                                                                                |                                                                                |                                                                                |                                                                                |                                                                                |
| 江原道   | 冬青奧                         | 1月19-2月1日 | 青年組 | 田桐赫（第八名）                                                               | 高詩棋（第七名）                                                               |                                                                                | 劉桐/葛全朔（第七名）                                                          | [ 43 ] [ 44 ] [ 45 ]                                                           |
| 江原道   | 冬青奧團體賽                   | 1月19-2月1日 | 青年組 | 第四名                                                                         | 第四名                                                                         | 第四名                                                                         | 第四名                                                                         | [ 46 ]                                                                         |
| 上海     | 四大洲                         | 1月30-2月4日 | 成年組 | 金博洋（第五名） 陳昱東（第九名） 戴大衛（第二十名）                           | 陈虹伊（第十三名） 程佳盈（第十八名） 朱易 （第十六名）                        | 彭程/王磊（第六名） 王瑀晨/朱磊（第十二名） 张思阳/杨泳超 （第十名）           | 陈溪梓/邢珈宁（第十二名） 李宣潼/王新康（第十三名） 石尚/吳楠 （第十六名）     | [ 47 ] [ 48 ] [ 49 ] [ 50 ]                                                    |
| 台北     | 世青賽                         | 2月26-3月3日 | 青年組 | 由於台灣尚未恢復向大陸居民派發入台證或運動員通行證，因此本次世青賽未能派員參賽 | 由於台灣尚未恢復向大陸居民派發入台證或運動員通行證，因此本次世青賽未能派員參賽 | 由於台灣尚未恢復向大陸居民派發入台證或運動員通行證，因此本次世青賽未能派員參賽 | 由於台灣尚未恢復向大陸居民派發入台證或運動員通行證，因此本次世青賽未能派員參賽 | 由於台灣尚未恢復向大陸居民派發入台證或運動員通行證，因此本次世青賽未能派員參賽 |
| 蒙特利爾 | 世錦賽                         | 3月18-24日   | 成年組 | 金博洋（第三十九名）                                                           |                                                                                | 彭程/王磊（第十六名）                                                          | 陳溪梓/邢珈寧（第三十名）                                                      | [ 51 ] [ 52 ] [ 53 ]                                                           |

### 獎牌獲得者
| 獎牌 | 比賽                                      | 獲得日期 | 獲得者        | 組別   | 項目       |
| ---- | ----------------------------------------- | -------- | ------------- | ------ | ---------- |
| 金牌 | 2023年亞洲花樣滑冰公開賽                  | 8月25日  | 安香怡        | 成年組 | 女子單人滑 |
| 金牌 | 2023年亞洲花樣滑冰公開賽                  | 8月26日  | 戴大衛        | 成年組 | 男子單人滑 |
| 金牌 | 2023年上海超級杯                          | 10月4日  | 彭程/王磊     | 成年組 | 雙人滑     |
| 金牌 | 2023年薩格勒布金色旋轉杯                  | 12月5日  | 金博洋        | 成年組 | 男子單人滑 |
| 銅牌 | 2023年亞洲花樣滑冰公開賽                  | 8月25日  | 程佳盈        | 成年組 | 女子單人滑 |
| 銅牌 | 2023-2024賽季國際滑聯青年大獎賽奧地利站   | 9月1日   | 史文凝/王志宇 | 青年組 | 雙人滑     |
| 銅牌 | 2023年上海超級杯                          | 10月4日  | 張思陽/楊泳超 | 成年組 | 雙人滑     |
| 銅牌 | 2023年上海超級杯                          | 10月5日  | 王詩玥/柳鑫宇 | 成年組 | 冰舞       |
| 銅牌 | 2023年上海超級杯                          | 10月5日  | 金博洋        | 成年組 | 男子單人滑 |
| 銅牌 | 2023年尼斯蔚藍海岸大都會獎杯賽            | 10月22日 | 肖紫兮/何凌昊 | 成年組 | 冰舞       |
| 銅牌 | 2023-2024賽季國際滑聯花樣滑冰大獎賽中國杯 | 11月11日 | 彭程/王磊     | 成年組 | 雙人滑     |

## 國內賽事獎牌得主

### 成年組

#### 男子單人滑
| 比賽                       | 金牌                              | 銀牌                                      | 銅牌                              | 資料來源 |
| 2023/24年度俱樂部聯賽決賽  | 韓文寶 哈爾濱市名將輪滑滑冰俱樂部 | 彭智銘 陝西創聚冰雪體育文化有限公司       | 徐居文 哈爾濱市名將輪滑滑冰俱樂部 | [ 54 ]   |
| 2023/24年度全國錦標賽      | 陳昱東 北京市冬季運動管理中心     | 戴大衛 廣東省體育局                       | 韓文寶 黑龍江省冰上訓練中心       | [ 55 ]   |
| 2024年全國冬運會（十四冬） | 金博洋 北京市                     | 戴大衛 廣東省                             | 韓文寶 黑龍江省                   | [ 56 ]   |
| 2023/24年度冠軍賽          | 韓文寶 哈爾濱市名將輪滑滑冰俱樂部 | 李嘉銳 冰之夢（北京）體育文化發展有限公司 | 姜智敖 黑龍江省冰上訓練中心       |          |

#### 女子單人滑
| 比賽                       | 金牌                                | 銀牌                                | 銅牌                                  | 資料來源 |
| 2023/24年度俱樂部聯賽決賽  | 高詩棋 北京世紀星滑冰俱樂部有限公司 | 金書賢 北京世紀星滑冰俱樂部有限公司 | 王一涵 哈爾濱冬星體育發展有限責任公司 | [ 57 ]   |
| 2023/24年度全國錦標賽      | 王一涵 北京市冬季運動管理中心       | 金書賢 北京市冬季運動管理中心       | 高詩棋 北京市冬季運動管理中心         | [ 58 ]   |
| 2024年全國冬運會（十四冬） | 金書賢 四川省                       | 安香怡 北京市                       | 張夢琪 吉林省                         | [ 59 ]   |
| 2023/24年度冠軍賽          | 金書賢 北京市冬季運動管理中心       | 高詩棋 北京市冬季運動管理中心       | 張夢琪 吉林省體育局冰上運動管理中心   |          |

#### 雙人滑
| 比賽                       | 金牌                                           | 銀牌                                           | 銅牌                                         | 資料來源 |
| 2023/24年度俱樂部聯賽決賽  | 孫優美/李澤恩 北京千禧景遠文化體育發展有限公司 | 王瑀晨/朱磊 北京千禧景遠文化體育發展有限公司   | 張乙晴/陳永正 哈爾濱新秀滑冰俱樂部           | [ 60 ]   |
| 2023/24年度全國錦標賽      | 彭程/王磊 北京市冬季運動管理中心               | 張嘉軒/黃一航 天津市冬季和水上運動管理中心     | 張思陽/楊泳超 黑龍江省冰上訓練中心           | [ 61 ]   |
| 2024年全國冬運會（十四冬） | 彭程/王磊 北京市                               | 張嘉軒/黃一航 天津市                           | 張思陽/楊泳超 黑龍江省                       | [ 62 ]   |
| 2023/24年度冠軍賽          | 張嘉軒/黃一航 天津冬季和水上運動管理中心       | 孫優美/李澤恩 北京千禧景遠文化體育發展有限公司 | 張軒綺/豐聞強 齊齊哈爾市冬季運動項目管理中心 |          |

#### 冰舞
| 比賽                       | 金牌                                       | 銀牌                                         | 銅牌                                       | 資料來源 |
| 2023/24年度俱樂部聯賽決賽  | 王詩玥/柳鑫宇 通化市青少年體育俱樂部       | 陳溪梓/邢珈寧 哈爾濱市冰奧之星滑冰輪滑俱樂部 | 石尚/吳楠 北京世紀星滑冰俱樂部有限公司     | [ 63 ]   |
| 2023/24年度全國錦標賽      | 陳溪梓/邢珈寧 哈爾濱市冬季運動項目訓練中心 | 石尚/吳楠 北京市冬季運動管理中心             | 肖紫兮/何凌昊 廣東省體育局                 | [ 64 ]   |
| 2024年全國冬運會（十四冬） | 王詩玥/柳鑫宇 北京市                       | 陳溪梓/邢珈寧 黑龍江省                       | 肖紫兮/何凌昊 廣東省                       | [ 65 ]   |
| 2023/24年度冠軍賽          | 陳溪梓/邢珈寧 哈爾濱市冬季運動項目訓練中心 | 肖紫兮/何凌昊 廣東省體育局                   | 於昕沂/劉天藝 吉林省體育局冰上運動管理中心 |          |

#### 團體賽
| 比賽                       | 金牌                   | 銀牌                         | 銅牌                         | 資料來源 |
| 2023/24年度全國錦標賽      | 北京市冬季運動管理中心 | 哈爾濱市冬季運動項目訓練中心 | 吉林省體育局冰上運動管理中心 | [ 66 ]   |
| 2024年全國冬運會（十四冬） | 北京市                 | 廣東省                       | 黑龍江省                     | [ 67 ]   |

### 青年組

#### 男子單人滑
| 比賽                       | 金牌                                | 銀牌                              | 銅牌                                | 資料來源 |
| 2023/24年度俱樂部聯賽決賽  | 田桐赫 通化市青少年體育俱樂部       | 任毅涵 哈爾濱市名將輪滑滑冰俱樂部 | 孫翊赫 北京世紀星滑冰俱樂部有限公司 | [ 68 ]   |
| 2023/24年度青年錦標賽      | 田桐赫 吉林省體育局冰上運動管理中心 | 陳昱東 北京市冬季運動管理中心     | 韓文寶 黑龍江省冰上訓練中心         | [ 69 ]   |
| 2024年全國冬運會（十四冬） | 陳昱東 北京市                       | 田桐赫 吉林省                     | 趙啟涵 北京市                       | [ 70 ]   |

#### 女子單人滑
| 比賽                       | 金牌                                  | 銀牌                                | 銅牌                                | 資料來源 |
| 2023/24年度俱樂部聯賽決賽  | 王一涵 北京星宏奧體育文化管理有限公司 | 張瑞陽 北京世紀星滑冰俱樂部有限公司 | 高詩棋 北京世紀星滑冰俱樂部有限公司 | [ 71 ]   |
| 2023/24年度青年錦標賽      | 高詩棋 北京市冬季運動管理中心         | 李若瑭 北京市冬季運動管理中心       | 王一涵 北京市冬季運動管理中心       | [ 72 ]   |
| 2024年全國冬運會（十四冬） | 王一涵 北京市                         | 高詩棋 北京市                       | 李若瑭 北京市                       | [ 73 ]   |

#### 雙人滑
由於適齡組合過少，本年度無舉辦雙人滑比賽。

#### 冰舞
| 比賽                       | 金牌                                       | 銀牌                                                              | 銅牌                                                  | 資料來源 |
| 2023/24年度俱樂部聯賽決賽  | 林宇飛/高子健 通化市青少年體育俱樂部       | 丁心艾/鄭翰翀 北京世紀星滑冰俱樂部有限公司                        | 高瑀浠/李蘇煬 通化市青少年體育俱樂部                  | [ 74 ]   |
| 2023/24年度青年錦標賽      | 林宇飛/高子健 吉林省體育局冰上運動管理中心 | 李宣潼/王新康 北京市冬季運動管理中心/哈爾濱市冬季運動項目訓練中心 | 劉桐/葛全朔 哈爾濱市冬季運動項目訓練中心/四川省體育局 | [ 75 ]   |
| 2024年全國冬運會（十四冬） | 李宣潼/王新康 北京市                       | 林宇飛/高子健 吉林省                                              | 劉桐/葛全朔 四川省                                    | [ 76 ]   |

## 備註
1. ↑  後因兩岸政治因素，大陸無法參賽而退賽
2. ↑  十四冬官方稱此組別為「公開組」
3. ↑  山西省第十六届运动会花样滑冰比赛已於2023年4月16日完賽，此處列出日期為省運會主體舉辦之日期
4. ↑  山西省第十六届运动会花样滑冰比赛在临汾賽區舉行，但因省運會主體在大同舉辦因此如此列出
5. ↑  由於柳鑫宇捲入性侵、虧空公款等風波，王柳組合由正選改為替補
6. ↑  全錦賽並無設置需要另外比賽的團體賽短節目、自由滑；僅以各代表團成績混加計算

## 資料來源
1. ↑  牛黎; 張玉蘭. . 香港商報. 2023-08-09  [2023-09-09]. （原始内容存档于2023-09-18）.
2. ↑  王林红; 苏家禾. . 邯鄲廣電局. 2023-09-02  [2023-09-09]. （原始内容存档于2023-09-17）.
3. ↑  孔笑妍. . 中国吉林网. 2023-09-07  [2023-09-09]. （原始内容存档于2023-09-17）.
4. ↑  . 新华网北京频道. 2023-09-06  [2023-09-15]. （原始内容存档于2023-09-17）.
5. ↑  . 泰國滑冰協會.   [2023-08-26]. （原始内容存档于2023-08-18）.
6. ↑  . 泰國滑冰協會.   [2023-08-26]. （原始内容存档于2023-08-19）.
7. ↑  . 國際滑聯.   [2023-08-26]. （原始内容存档于2023-08-26）.
8. ↑  . 國際滑聯.   [2023-08-26]. （原始内容存档于2023-08-25）.
9. ↑  . 國際滑聯.   [2023-08-26]. （原始内容存档于2023-09-19）.
10. ↑  . 國際滑聯.   [2023-09-04]. （原始内容存档于2023-09-13）.
11. ↑  . 國際滑聯.   [2023-09-02]. （原始内容存档于2023-09-01）.
12. ↑  . 國際滑聯.   [2023-09-02]. （原始内容存档于2023-09-19）.
13. ↑  . 國際滑聯.   [2023-09-02]. （原始内容存档于2023-09-02）.
14. ↑  . 國際滑聯.   [2023-09-16]. （原始内容存档于2023-09-19）.
15. ↑  . 國際滑聯.   [2023-09-16]. （原始内容存档于2023-09-19）.
16. ↑  . 國際滑聯.   [2023-09-16]. （原始内容存档于2023-09-19）.
17. ↑  . 國際滑聯.   [2023-09-18]. （原始内容存档于2023-10-15）.
18. ↑  . 國際滑聯.   [2024-10-13]. （原始内容存档于2025-01-20）.
19. ↑  . 國際滑聯.   [2023-09-24]. （原始内容存档于2023-09-28）.
20. ↑  . 國際滑聯.   [2023-09-23]. （原始内容存档于2023-09-28）.
21. ↑  . 國際滑聯.   [2023-09-30]. （原始内容存档于2023-10-12）.
22. ↑  . 國際滑聯.   [2023-09-30]. （原始内容存档于2023-10-02）.
23. ↑  . 國際滑聯.   [2023-09-29]. （原始内容存档于2023-10-02）.
24. ↑  . 國際滑聯.   [2023-10-01]. （原始内容存档于2023-10-14）.
25. ↑  . 國際滑聯.   [2023-10-05]. （原始内容存档于2023-10-06）.
26. ↑  . 國際滑聯.   [2023-10-04]. （原始内容存档于2023-10-14）.
27. ↑  . 國際滑聯.   [2023-10-04]. （原始内容存档于2023-10-06）.
28. ↑  . 國際滑聯.   [2023-10-05]. （原始内容存档于2023-10-06）.
29. ↑  . 國際滑聯.   [2023-10-16]. （原始内容存档于2023-10-16）.
30. ↑  . 國際滑聯.   [2023-10-22]. （原始内容存档于2023-10-22）.
31. ↑  . 國際滑聯.   [2023-10-22]. （原始内容存档于2023-10-23）.
32. ↑  . 國際滑聯.   [2023-10-19]. （原始内容存档于2023-10-22）.
33. ↑  . 國際滑聯.   [2023-10-23]. （原始内容存档于2023-10-23）.
34. ↑  . 國際滑聯.   [2023-10-29]. （原始内容存档于2023-11-06）.
35. ↑  . 國際滑聯.   [2023-11-05]. （原始内容存档于2023-11-06）.
36. ↑  . 國際滑聯.   [2023-11-11]. （原始内容存档于2023-11-11）.
37. ↑  . 國際滑聯.   [2023-11-11]. （原始内容存档于2023-11-11）.
38. ↑  . 國際滑聯.   [2023-11-11]. （原始内容存档于2023-11-11）.
39. ↑  . 國際滑聯.   [2023-11-11]. （原始内容存档于2023-11-11）.
40. ↑  . 國際滑聯.   [2023-11-18]. （原始内容存档于2023-11-18）.
41. ↑  . 國際滑聯.   [2023-12-08]. （原始内容存档于2023-12-11）.
42. ↑  . 國際滑聯.   [2023-12-08]. （原始内容存档于2023-12-11）.
43. ↑  . 奧林匹克.   [2024-01-30]. （原始内容存档于2024-02-10）.
44. ↑  . 奧林匹克.   [2024-01-30]. （原始内容存档于2024-02-10）.
45. ↑  . 奧林匹克.   [2024-01-30]. （原始内容存档于2024-02-10）.
46. ↑  . 奧林匹克.   [2024-02-01]. （原始内容存档于2024-04-29）.
47. ↑  . 國際滑聯.   [2024-02-03]. （原始内容存档于2024-02-03）.
48. ↑  . 國際滑聯.   [2024-02-02]. （原始内容存档于2024-02-02）.
49. ↑  . 國際滑聯.   [2024-02-03]. （原始内容存档于2024-02-03）.
50. ↑  . 國際滑聯.   [2024-02-04]. （原始内容存档于2024-02-05）.
51. ↑  . 國際滑聯.   [2024-03-23]. （原始内容存档于2024-03-24）.
52. ↑  . 國際滑聯.   [2024-03-23]. （原始内容存档于2024-03-22）.
53. ↑  . 國際滑聯.   [2024-03-23]. （原始内容存档于2024-03-23）.
54. ↑  . 微博. i花滑.   [2023-09-10]. （原始内容存档于2023-09-17）.
55. ↑  . 微博. i花滑.   [2023-12-24]. （原始内容存档于2023-12-24）.
56. ↑  . 中华人民共和国第十四届冬季运动会信息发布系统.   [2024-02-29]. （原始内容存档于2024-02-02）.
57. ↑  . 微博. i花滑.   [2023-09-10]. （原始内容存档于2023-09-17）.
58. ↑  . 微博. i花滑.   [2023-12-24]. （原始内容存档于2023-12-24）.
59. ↑  . 中华人民共和国第十四届冬季运动会信息发布系统.   [2024-02-29]. （原始内容存档于2024-02-02）.
60. ↑  . 微博. i花滑.   [2023-09-10]. （原始内容存档于2023-09-17）.
61. ↑  . 微博. i花滑.   [2023-12-24]. （原始内容存档于2023-12-24）.
62. ↑  . 中华人民共和国第十四届冬季运动会信息发布系统.   [2024-02-29]. （原始内容存档于2024-02-02）.
63. ↑  . 微博. i花滑.   [2023-09-10]. （原始内容存档于2023-09-17）.
64. ↑  . 微博. i花滑.   [2023-12-23]. （原始内容存档于2023-12-23）.
65. ↑  . 中华人民共和国第十四届冬季运动会信息发布系统.   [2024-02-29]. （原始内容存档于2024-02-02）.
66. ↑  王笑笑. . 北京日报. 2023-12-26  [2024-02-03]. （原始内容存档于2024-02-03）.
67. ↑  . 中华人民共和国第十四届冬季运动会信息发布系统.   [2024-02-29]. （原始内容存档于2024-02-02）.
68. ↑  . 微博. i花滑.   [2023-09-10]. （原始内容存档于2023-09-17）.
69. ↑  . 微博. i花滑.   [2023-11-26]. （原始内容存档于2023-11-26）.
70. ↑  . 中华人民共和国第十四届冬季运动会信息发布系统.   [2024-01-19]. （原始内容存档于2024-02-04）.
71. ↑  . 微博. i花滑.   [2023-09-10]. （原始内容存档于2023-09-17）.
72. ↑  . 微博. i花滑.   [2023-11-26]. （原始内容存档于2023-11-26）.
73. ↑  . 中华人民共和国第十四届冬季运动会信息发布系统.   [2024-01-19]. （原始内容存档于2024-02-04）.
74. ↑  . 微博. i花滑.   [2023-09-10]. （原始内容存档于2023-09-17）.
75. ↑  . 微博. i花滑.   [2023-11-26]. （原始内容存档于2023-11-26）.
76. ↑  . 中华人民共和国第十四届冬季运动会信息发布系统.   [2024-01-19]. （原始内容存档于2024-02-04）.